# Volon
Volon is een gemeente in het Franse departement Haute-Saône (regio Bourgogne-Franche-Comté) en telt 66 inwoners (2011). De plaats maakt deel uit van het arrondissement Vesoul.

## Geografie
De oppervlakte van Volon bedraagt 5,6 km², de bevolkingsdichtheid is dus 11,8 inwoners per km².
De onderstaande kaart toont de ligging van Volon met de belangrijkste infrastructuur en aangrenzende gemeenten.

## Demografie
Onderstaande figuur toont het verloop van het inwonertal (bron: INSEE-tellingen).

## Geboren in Volon
- Jean Michel Claude Richard (1785-1868), botanicus